# 57-es busz (Salgótarján)
A salgótarjáni 57-es busz a Helyi Autóbusz-állomás - Felsőidegér - Losonci út - Fáy András körút - Kórház - Helyi Autóbusz-állomás útvonalon közlekedik. Menetideje 41 perc, az útvonalon szóló autóbuszok közlekednek a terepviszonyok miatt. Útvonala tulajdonképpen teljesen megegyezik a 2012. február 4-én megszüntetett 75-ös busz útvonalával annyi különbséggel hogy a 75-ös a Losonci úton ment a Helyi Autóbusz-állomás felé illetve a Kórház felé a Fáy András körút felé.